# 殺手的童話
《殺手的童話》是一部1994年上映的香港枪战犯罪剧情片，陈静仪导演，刘德华和袁詠儀主演。

## 剧情
杀手集团杀手高守（刘德华饰）到上海执行一次暗杀任务，刺杀目标成功后返回香港，对高守很有好感的杀手集团女负责人lce（伍咏薇饰）奖励他一辆红色敞篷车。lce表面上经营着一家出售画作的画廊，实则是她与杀手和雇主们联络接头与分派任务的地方，集团内有一条残酷的规定就是任务失败者必须死。集团另一杀手王昌（郑浩南饰）为人心狠手辣，他不但觊觎lce美色，还对高守心怀不满。新晋杀手如枫（袁咏仪饰）首次执行任务刺杀了贸易公司的老板，任务完成后刚巧遇到高守并乘坐其车逃离现场，双方也都不知道对方的职业和身份。
辣手神探董辉（李子雄饰）受命带人保护指证毒贩的一名污点证人郭忠，郭忠在法庭上出庭作证时被假扮成法官的高守枪杀，高守受到董Sir等人追捕并成功逃离。高守原本计划本次任务完成后要离开香港避避风头，但是由于再次遇到如枫，令他改变主意留在香港。集团一个杀手（程东饰）任务失败向lce求情给他一条生路并威胁她，仍旧被lce所杀。之后王昌还到死者家里残忍地将其年迈的老母、一个小女孩和一只狗杀害。
在一个举办婚礼的教堂里，高守与如枫第三次相遇，这次两人约会吃饭还缠绵过夜，尽管两人都是同一杀手集团的同事，但是双方依旧不知道对方的身份和职业。为查出刺杀郭忠的杀手身份，董Sir安排一名马姓年轻线人为他提供线索。马公子查出假扮法官杀证人乃高守所为，就当董Sir在一个酒吧抓捕高时，再次被其逃脱。lce得知高守并未离港就又交给他一项暗杀任务，同时也交给如枫一件任务。高守与如枫第四次相遇后，两人一边像情人一样整日约会，一边跟踪一名刺杀目标，最终如枫在一家餐厅成功暗杀目标男子。而看到高守与如枫交往恋爱则令lce很不开心。
线人马公子查出王昌乃杀手集团重要人物，董Sir为查出假法官之身份就让手下一名女警假扮成雇主与王昌联络，没想到却被王识破并遇害，令董Sir等同事异常痛心。上司安排董Sir带人负责保护徐家诚议员的安全，原来徐妻发现徐与别的女人有染后受到徐的毒打，结果徐妻就雇佣杀手暗杀其夫，在一次徐议员出席的庆典活动上高守假扮成舞狮人杀徐，由于董Sir带人的阻挠而未能成功。高守回到画廊找lce退还酬金，王昌想执行帮规杀高守结果不敌对方被高打伤，高守离开前表示他会免费杀掉徐家诚，之后高在一个停车场刺杀坐在车内的徐家诚并成功逃脱。
如枫接到lce交代的暗杀高守之棘手任务，约高守在餐厅见面询问其职业，由于她无法对高痛下杀手，就声称以后不想再见到他，之后两人在雨中又重归于好，为了安全起见两人躲到了一艘漂浮于海上的游艇上相伴度日。董Sir带人搜查高守之住处结果无功而返；而lce由于当初在送给高守的车辆防盗器上装有追踪器，所以知道高守藏身之处。王昌看到lce与一名男妓做爱，心怀嫉妒的他就杀死了他们俩并侵犯了她的尸体，接着他又率领许多人去找高守算账。由于高守在海上帆船运动，独自留在游艇上的如枫被王昌带人俘获，王逼问她高的下落并残忍砍断她的两根手指。后来高守返回船上发现异常，为救如枫就携带重型枪械到了海滩上与王昌人马展开激战。后来董Sir带领许多警察来到海滩包围了王昌和高守等人。最终高守被王昌所杀，高临死前答应如枫以后不再做杀手。为了给高报仇，最终如枫手持王昌所用之空枪挟持王昌与警察对峙要与王同归于尽，结果两人一同被警察打死。

## 角色
| 演員   | 角色           | 配音員 | 備註                                 |
| 刘德华 | 高守           | 刘德华 | 资深杀手，王昌天敵                   |
| 袁詠儀 | 如枫           |        | 新晋杀手，患有哮喘病                 |
| 鄭浩南 | 王昌           | 潘文柏 | 凶残杀手，高守天敵                   |
| 伍詠薇 | lce            |        | 杀手集团负责人                       |
| 李子雄 | 董辉           | 陳欣   | 追捕杀手的警官                       |
| 方平   | 徐家诚         | 林保全 | 议员，董辉保护的对象，高守暗杀的目标 |
| 潘宏彬 | 男妓           |        | lce所招的男妓                        |
| 苏永康 | 警员           | 苏永康 | 董辉手下                             |
| 鄧兆尊 | 警員           | 鄧兆尊 | 董輝下屬                             |
| 余国乐 | 郭忠           |        | 指控毒贩的污点证人                   |
| 程東   | 杀手           |        | 本為杀手，任务失败而被Ice所杀        |
| 段偉倫 | 如枫暗杀之目标 |        |                                      |

## 外部連結
- 開眼電影網上《殺手的童話》的資料（繁體中文）
- 香港影庫上《殺手的童話》的資料（繁體中文）
- 时光网上《殺手的童話》的資料（简体中文）
- 豆瓣电影上《殺手的童話》的資料 （简体中文）
- 爛番茄上《殺手的童話》的資料（英文）
- AllMovie上《殺手的童話》的资料（英文）
- 互联网电影数据库（IMDb）上《殺手的童話》的资料（英文）